# Messergriff K 2186
Der Messergriff K 2186 ist der aus Elfenbein gefertigte Griff eines Prunkmessers aus der prädynastischen Periode (wahrscheinlich Naqada IId, um 3200 v. Chr.) der ägyptischen Geschichte. Er wurde in den 1990er Jahren auf dem Friedhof U in Umm el-Qaab bei Abydos gefunden.

## Fundumstände
Der Messergriff wurde beim Durchsieben des Oberflächenmaterials entdeckt. Genauere Angaben hierzu liegen nicht vor.

## Beschreibung
Von diesem Messer wurde nur ein Grifffragment gefunden, das wahrscheinlich auf der Rückseite in der Nähe des unteren Griffrandes zu platzieren ist. Das Stück hat eine Länge von 3,06 cm, eine Höhe von 1,1 cm und einen Durchmesser von 0,3 cm. Auf der Rückseite des Fragments ist das untere Ende des Klingenbetts zu erkennen. Die Verzierung besteht aus zwei erhaltenen von ursprünglich vermutlich mindestens acht längs zur Messerklinge orientierten Tierreihen. Die obere Reihe zeigt vier Säugetiere mit herabhängendem Schwanz, die Günter Dreyer als Caniden interpretiert (in der zugehörigen Umzeichnung sind allerdings Capriden wiedergegeben). Die untere Reihe zeigt drei Rinder. Aufgrund der Größe und Ausführung der abgebildeten Tiere sowie ihrer Positionierung stellt Dreyer das Fragment dem Brooklyn-Messergriff nahe und vermutet, dass beide Messer der gleichen Werkstatt entstammen.